# Bonaire
Bonaire er en lille ø i Caribien som er en særlig kommune i Nederlandene, beliggende 20 km øst for Curaçao. Hovedstaden hedder Kralendijk. Øen er en særkommune i Nederlandene ligesom Sint Eustatius og  Saba). Sammen med Aruba og Curaçao danner den gruppen kaldet ABC-øerne. Engelsk, papiamento og spansk er udbredte sprog, men det officielle sprog er nederlandsk. Bonaire betyder "god luft". 
De Nederlandske Antiller ophørte d. 10. oktober 2010 med at eksistere som en administrativ enhed. Øerne fik fra denne dato ny status indenfor Nederlandene: Bonaire, Sint Eustatius og Saba er herefter en direkte del af Nederlandene som særlige kommuner, og Curaçao og Sint Maarten har nu status som selvstændige lande indenfor Nederlandene – samme status som Aruba fik i 1986. 
Bonaire har et landareal på 288 km². Ved en folketælling i 2001 i de Nederlandske Antiller blev befolkningstallet opgjort til 10.791, hvilket giver en befolkningstæthed på 37 indbyggere per km². I år 2004 blev befolkningstallet opgjort til 10.185. Den ubeboede naboø Klein Bonaire, der befinder sig vest for hovedøen, er på 6 km².